# 수리통계학
수리통계학(數理統計學, mathematical statistics)은 통계학의 수학적 이론으로 확률모형, 통계적 추정이론과 검정이론, 계산 알고리즘의 성질 등을 탐구하는 학문이다.

## 개요
통계학은 처음부터 수학과 직접 관련이 있었던 것은 아니었으나 이 학문에 오차 이론이 도입되면서 확률론과 해석학이 중요한 이론적 배경이 되었고 대수학도 한 역할을 하였다.
수리통계학은 확률, 조건부 확률, 독립성, 베이즈 정리, 이산형·연속형 분포나 수학적 기댓값, 이변량 분포, 주변·조건부 분포, 상관계수, 확률변수의 함수와 분포, 적률생성함수 방법, 중심극한정리 등을 주로 다루게 된다.

## 수리통계학의 변화
수리통계학의 변화에 있어 우선 알아야하는 것은 어떤 정해진 개념으로 통일되어 모아진 집단을 구성하는 숫자를 통계라고 하는데, 집단을 구성하는 숫자로 나와 있는 통계학은 통계를 분석하여 집단의 성질이나 특징을 살피는 것이 기본이다. 수리 통계학은 집단의 특성을 살피는 데 수학적 방법을 제공해 주는 것으로서 평균, 분수, 상관 계수 등을 써서 데이터를 요약하는 방법과 데이터에 대하여 확률 모델을 상정하고 가설을 검정한다든지, 모수(母數)를 추정한다든지 하는 방법이 있는데, 그 하나가 기술(記述) 통계학적 방법이고 다른 것은 추측 통계학적 방법 혹은 추계학적 방법이라고 한다.

## 통계적 가설
통계적 가설은 통계학에서 사용하는 용어로, 하나의 특정 주장을 모수를 이용해 나타낸 형태를 지칭한다. 가령, '미국 성인여자의 신장은 크다'는 통계적 가설이 될 수 없다. 하지만 '미국 성인여자의 평균신장은 180cm이다.'는 통계적 가설이 될 수 있다. 평균신장은 여기서 모집단 특성을 나타내는 모수의 역할을 수행한다. 통계적 가설은 귀무가설과 이와 반대에 있는 대립가설로 나타낸다.

## 같이 보기
- 응용통계학